# Gvangul Zegeje
Gvangul Zegeje ( – 1904. szeptember), Vag ura (Vagsum), a Zagve-dinasztia feje. Aszkala Mariam soai hercegnő, 1916-tól I. Zauditu néven etióp császárnő második férje.

## Élete
Apja Zegeje Biru. Gvangul Vag uraként 1897-ben lett a Zagve-dinasztia feje. Ebbéli minőségében vált fontossá II. Menelik etióp császár számára, aki az 1888-ban IV. Johannész etióp császár törvényes fia, Araja Szelasszié tigréi király halála által megözvegyült kisebbik lányát, Aszkala Mariam soai hercegnőt, 1916-tól I. Zauditu néven etióp császárnőt 1891. január 28-án feleségül adta hozzá, de még ugyanabban az évben el is váltak. A kérészéletű házasságból egy kislány született 1891 novemberében, akinek a keresztneve nem ismert, és Zauditu ekkor is még csak 15 éves volt.
Zauditu ezután harmadszorra is férjhez ment 1894-ben, a választottja Vube Atnaf Szeged volt.
Gvangul Zegeje és Zauditu lánya a következő évben, 1895 januárjában háromévesen meghalt. Anyja negyedszerre a nagyapja gyermektelen és nagyhatalmú harmadik feleségének, akivel Zauditu nagyon jó viszonyt ápolt, Taitu etióp császárnénak az unokaöccséhez, Rasz Gugszához, Begameder tartomány későbbi kormányzójához ment feleségül 1900 áprilisában. A házasság boldognak bizonyult, annak ellenére is, hogy az egyetlen gyermek, egy kislány, akinek a neve szintén nem ismert, Gugsza N. (1906–1906), mely e kapcsolatból származott, a születése után rögtön meg is halt 1906 januárjában. Zauditut ezután már elkerülte a gyermekáldás, és nem adatott meg neki, hogy utódokat hagyjon hátra. Nővére, Soa Reged azonban több életképes gyermeket is szült, de csak a második házasságából származó kisebbik fia, Lidzs Ijaszu élte túl a nagyapját, és örökölhette a császári trónt.
Gvangul Zegeje 1904 szeptemberében halt meg.

## Gyermeke
- Aszkala Mariam (1876–1930) soai hercegnőtől, 1916-tól I. Zauditu néven etióp császárnőtől, elváltak, 1 leány:
  - N. (leány) (Addisz-Abeba, 1891. november – 1895. január)